# Центральный комитет польских евреев

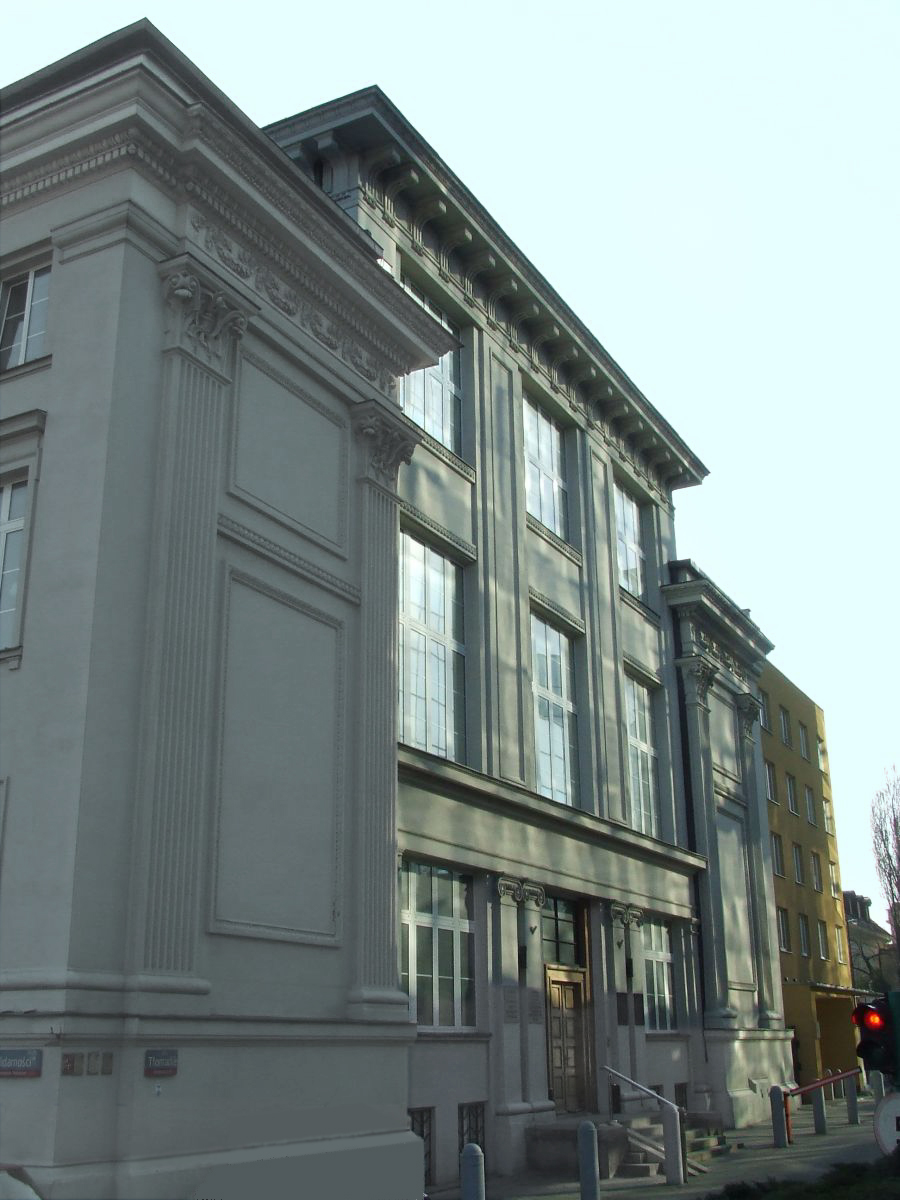
Центральный еврейский институт в Варшаве, в котором хранится архив Центрального Комитета польских евреев

Центральный комитет польских евреев (пол. Centralny Komitet Żydów Polskich (CKŻP), идиш צענטראל קאמיטעט פון די יידו אין פוילו) — культурно-просветительская, благотворительная, образовательная и представительная организация польских евреев, выживших после Холокоста в Польше. Центральный комитет польских евреев действовал в Польше с 1944—1950 гг.

## История
Центральный комитет польских евреев был создан 12 ноября 1944 года как продолжение созданного месяц ранее «Временного Центрального комитета польских евреев» (пол. Tymczasowy Centralny Komitet Żydów Polskich (TCKŻP)). Целью создания Центрального Комитета польских евреев стала восстановление еврейской общины в Польше, разнообразная помощь польским евреям, выжившим в Холокосте и представление их интересов в польском правительстве.
«Историческая комиссия», созданная ранее при Временном Центральном комитете польских евреев, была преобразована Центральную еврейскую историческую комиссию, задачей которой стал сбор сведений о выживших евреях и оказание помощи при поиске нацистских преступников, участвовавших в Холокосте. В мае 1947 года «Центральная еврейская историческая комиссия» была преобразована в Еврейский исторический институт.
С 1946 года большая часть финансирования организации (80 %) производилась за счёт грантов организации «Американский еврейский объединённый распределительный комитет».
В июне 1946 года был создан управляющий совет Центрального Комитета польских евреев. На основе компромисса было предоставлено шесть мест для коммунистов (из так называемой еврейской фракции Польской рабочей партии), по четыре места — для членов Бунда и членов Объединённых сионистов-демократов из партии «Ихуд», по три места — для членов левой Поалей Цион и членов правой Поалей Цион и одно место — для члена Ха-шомер ха-цаир. Первым председателем Центрального комитета был выбран член «Ихуда» Эмиль Зоммерштейн, которого в конце 1946 года заменил Адольф Берман из левой Поалей Цион.
В 1948 году после воздействия польского коммунистического правительства большинство мест в управляющем совете отошло коммунистам. В этом же году были национализированы 22 из 32 еврейских школ и отменена программа, содержащая еврейские предметы. В 1949 году председателем был назначен представитель Польской объединённой рабочей партии Херш Смоляр.
В 1950 году Центральный комитет польских евреев прекратил своё существование после издания специального указа польского правительства, который объединил Центральный Комитет польских евреев и коммунистическое «Общество еврейской культуры» в единую общественную еврейскую организацию Общественно-культурное общество евреев в Польше, которое действует в Польше до настоящего времени.

## Издательская деятельность
В 1945—1950 гг. Центральный комитет издавал ежедневную газету на идише «Dos Naje Lebn» («Новая жизнь») и с 1947 года — ежемесячный молодёжный журнал «Ojfgang». В 1946—1947 гг. также работало книжное издательство «Dos Naje Lebn», позднее переименованное в «Undzer Lebn».

### Образовательная деятельность
С мая 1946 года при Центральном комитете польских евреев стал работать «Школьный отдел», который смог организовать учебный год 1946/47 гг. для 28 школьных образовательных учреждений и в следующем учебном году — для 33 учебных заведений. Образовательной программой в эти годы было охвачено около трёх тысяч детей. Программа «Школьного отдела» примерно соответствовала польской государственной программе. Были также добавлены предметы по еврейской истории и литературе на иврите и идише. В программе отсутствовал религиозный предмет; в субботу для школьников был выходной день. Школьный отдел также поддерживал 11 детских домов и 60 домов для престарелых.
В 1945 году «Школьный отдел» организовал «Центральную еврейскую библиотеку». С августа 1946 года при «Школьном отделе» стал работать «Отдел землячеств».

## Культурная деятельность
При Центральном комитете польских евреев действовал «Отдел культуры и искусства», объединяющий немногих выживших после Холокоста еврейских деятелей культуры. «Отдел культуры и искусства» оказывал финансовую и организационную помощь Еврейскому обществу поощрения искусства. С ноября 1947 при «Отделе культуры и искусства» действовал основанное членами Польской рабочей партии «Еврейское общество культуры и искусства» (позднее было переименовано в «Общество еврейской культуры»). Отдел культуры и искусства также поддерживал деятельность съёмочной студии Kinor.